# Riberer

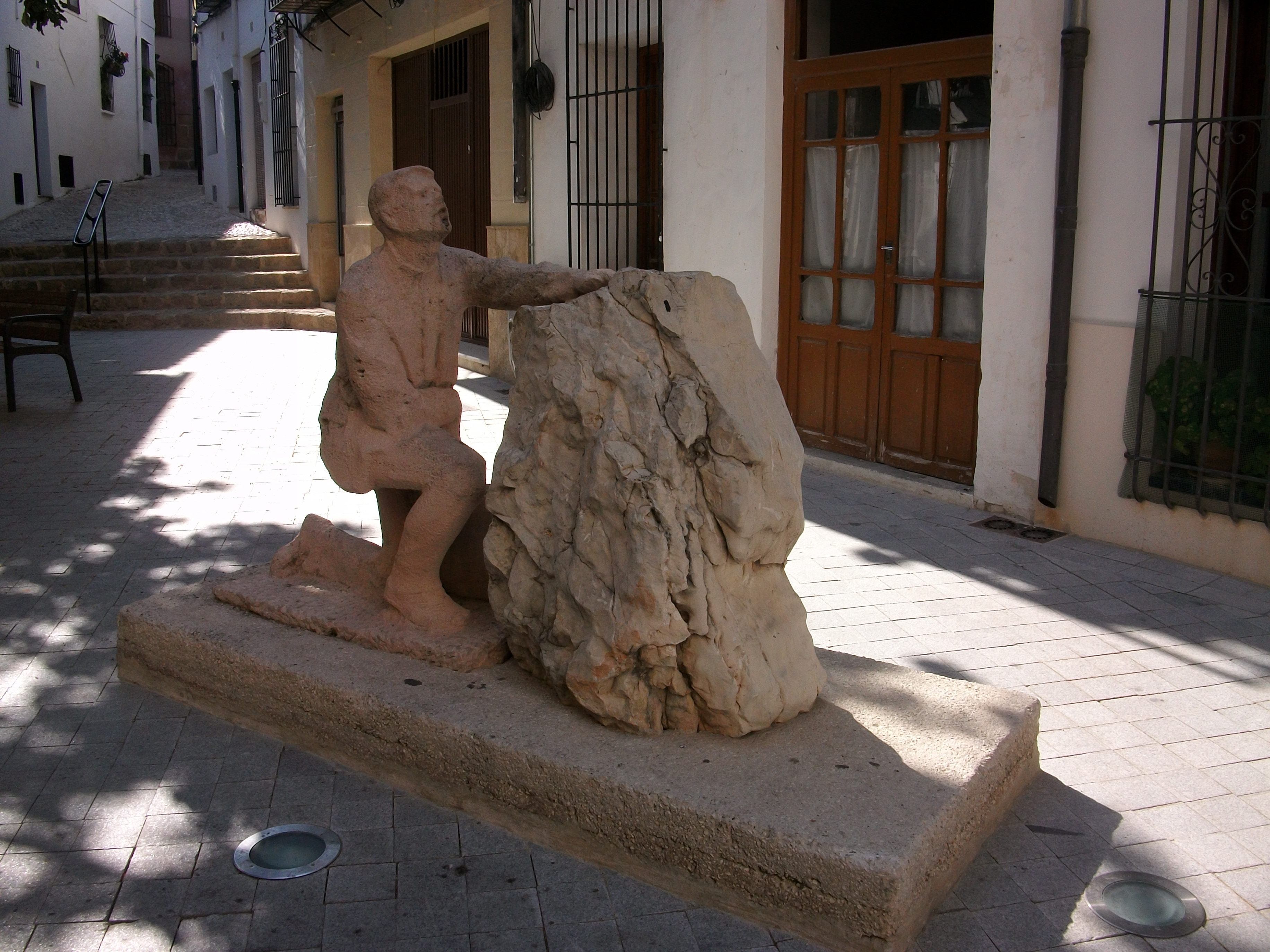
Monument al Riberer de Benissa

Els riberers o blavets era el nom amb què es coneixien els llauradors de la Marina que cada any viatjaven dues vegades fins a les terres arrosseres del País Valencià (sobretot la Ribera del Xúquer) per a la plantació i recol·lecció de l'arròs. Cal dir, però, que alguns també es desplaçaven fins a Amposta i també cap a Saragossa, Sevilla o França.

## El nom
A la Marina se'ls anomenava riberers perquè la majoria anava a la Ribera del Xúquer per a la plantació i recol·lecció de l'arròs. Als pobles de la Ribera se'ls anomenaven blavets, segons Sanchis Guarner, perquè eren de la Marina d'on era també Al-Azraq que en àrab significa "el blau"

## El viatge
Molts dels qui anaven fins a Cullera, Sueca o Catarroja viatjaven a peu o en bicicleta. Els qui anaven fins a Amposta, Saragossa, Sevilla o França arribaven a la seua destinació en tren des del Verger o amb la històrica companyia d'autobusos la Unión de Benissa. Els que partien de Benissa a peu tenien una parada obligada: l'últim punt del terme municipal des d'on s'albirava el poble, es tracta d'una roca anomenada la Roca de la Salve on el riberer resava a la seua patrona, la Puríssima Xiqueta, demanant-li sort en la partida.

## Condicions laborals
Treballaven 15 hores diàries, més que de sol a sol, ja que molts dies quan eixia el sol feia diverses hores que treballaven i finalitzaven ja entrada la nit. Dormien en munts de palla, i per a menjar només tenien un plat calent, un guisat de creïlles, una paella amb fideus (no fideuada) o una paella amb carn, en la qual comptaven els trossets i els repartien a parts iguals.

## Cultura Popular
A la Ribera existeixen cançons i dites sobre aquests llauradors, algunes de les quals les arreplega Sanchis Guarner:
| « | Els blavets de la Marina quan van a segar l'arròs, només mengen que tonyina, pa, tomaques i alficòs | » |

.
| « | Per a arròs en la Ribera, per a tomaques, Gandia, per a bon peix en Altea, per a cacauet, Alzira | » |

A més a més, el 27 d'abril a Benissa se celebra el dia dels riberers, en aquesta festa el poble es reuneix entorn del monument del riberer per a retre homenatge, per mitjà de flors, cants i coets.